# Хазарадзе, Иосиф Григорьевич
Иосиф Григорьевич Хазарадзе (16.12.1931-18.04.2014) — советский хозяйственный, государственный и политический деятель, Герой Социалистического Труда.

## Биография
Родился в 1931 году в Грузинской ССР. Член КПСС с 1953 года.
С 1950 года — на хозяйственной, общественной и политической работе. В 1950—1990 гг. — наладчик, бригадир наладчиков Кутаисского автомобильного завода имени Орджоникидзе Министерства автомобильной промышленности СССР, директор Кутаисского дома техники, секретарь Грузинского республиканского Совета профессиональных союзов.
Указом Президиума Верховного Совета СССР от 2 апреля 1966 года присвоено звание Героя Социалистического Труда с вручением ордена Ленина и золотой медали «Серп и Молот».
Избирался депутатом Верховного Совета Грузинской ССР 10-го созыва. Делегат XXII и XXIII съездов КПСС.
Живёт в Грузии.